# 大晃商会
有限会社大晃商会（だいこうしょうかい）は、主にテレビ番組や映画の装飾・小道具を制作する会社。協力されている株主は東映やフジアールほか。

## 所在地
- 東京都練馬区東大泉2丁目34-5

## 所属スタッフ

### 装飾
- 高桑道明
- 田村康利
- 山岸正一

### 装飾兼小道具
- 増永佐太郎

### 小道具兼持道具
- 柴田礼美
- 佐々木理恵
- 林亜希子
- 市川清美
- 高桑純
- 高橋一
- 小林圭子

## 主な協力作品

### テレビドラマ（特撮を含む）

#### 1970年代
連続ドラマ（特撮を含む）
- バーディ大作戦（TBS，東映、1974年5月-1975年5月）
- プレイガールQ（東京12チャンネル，東映、1974年10月-1976年3月）
- Gメン'75（TBS，東映、1975年5月-1982年4月）
- 新宿警察（フジテレビ，東映、1975年9月-1976年2月）
- ザ・カゲスター（NET，東映、1976年4月-11月）
- 刑事くん(3)（TBS，東映、1976年6月-11月）
- 森村誠一シリーズ　腐蝕の構造（MBS毎日放送，東映、1977年10月-11月）
- 森村誠一シリーズ　人間の証明（MBS毎日放送，東映、1978年1月-4月）
- 赤とんぼ（東海テレビ，日本現代企画、1978年2月-4月）
- スパイダーマン（東京12チャンネル，東映、1978年5月-1979年3月）
- 森村誠一シリーズ　野性の証明（MBS毎日放送，東映、1979年1月-3月）
- 高木彬光シリーズ　白昼の死角（MBS毎日放送，東映、1979年8月-9月）
- 仮面ライダー（スカイライダー）（MBS毎日放送，東映、1979年10月-1980年10月　仮面ライダーシリーズ）

#### 1980年代
連続ドラマ（特撮を含む）
- 仮面ライダースーパー1（MBS毎日放送，東映、1980年10月-1981年10月　仮面ライダーシリーズ）
- 宇宙刑事ギャバン（テレビ朝日，東映，旭通信社、1982年3月-1983年2月　メタルヒーローシリーズ）
- 宇宙刑事シャリバン（テレビ朝日，東映，旭通信社、1983年3月-1984年2月　メタルヒーローシリーズ）
- 宇宙刑事シャイダー（テレビ朝日，東映，旭通信社、1984年3月-1985年3月　メタルヒーローシリーズ）
- 兄弟拳バイクロッサー（日本テレビ，東映，読売広告社、1985年1月-9月）
- 巨獣特捜ジャスピオン（テレビ朝日，東映，旭通信社、1985年3月-1986年3月　メタルヒーローシリーズ）
- スーパーポリス（TBS，近藤照男プロダクション、1985年4月-7月）
- 時空戦士スピルバン（テレビ朝日，東映，旭通信社、1986年4月-1987年3月　メタルヒーローシリーズ）
- 超人機メタルダー（テレビ朝日，東映，旭通信社、1987年3月-1988年1月　メタルヒーローシリーズ）
- 仮面ライダーBLACK（MBS毎日放送、東映，東映エージエンシー、1987年10月-1988年10月　仮面ライダーシリーズ）
- 世界忍者戦ジライヤ（テレビ朝日，東映，旭通信社、1988年1月-1989年1月　メタルヒーローシリーズ）
- 仮面ライダーBLACK RX（MBS毎日放送、東映，東映エージエンシー、1988年10月-1989年9月　仮面ライダーシリーズ）
- 機動刑事ジバン（テレビ朝日，東映，旭通信社、1989年1月-1990年1月　メタルヒーローシリーズ）

単発/スペシャルドラマ
- 西村京太郎トラベルミステリー1　終着駅殺人事件（テレビ朝日，東映、1981年10月　土曜ワイド劇場）
- 第三の女　箱根富士山〜マドリッド古城、謎の殺人契約…愛されて死にたい（テレビ朝日，東映、1982年9月　土曜ワイド劇場）
- 妻は告白する（TBS，近藤照男プロダクション、1983年4月　ザ・サスペンス）
- 10号誕生!仮面ライダー全員集合!!（MBS毎日放送，東映、1984年1月　仮面ライダーシリーズ）
- 西村京太郎トラベルミステリー・美人OL探偵と窓際刑事1　死を運ぶ新特急「谷川7号」（テレビ朝日，東映、1988年7月　火曜スーパーワイド）
- 西村京太郎トラベルミステリー14　愛と死の飯田線（テレビ朝日，東映、1989年1月　土曜ワイド劇場）
- 西村京太郎トラベルミステリー・美人OL探偵と窓際刑事2　南紀白浜振り子電車殺人事件（テレビ朝日，東映、1989年4月　火曜スーパーワイド）

#### 1990年代
連続ドラマ（特撮を含む）
- 特警ウインスペクター（テレビ朝日，東映，旭通信社、1990年2月-1991年1月　メタルヒーローシリーズ）
- HOTEL(1)（TBS，近藤照男プロダクション、1991年1月期）
- 特救指令ソルブレイン（テレビ朝日，東映，旭通信社、1991年1月-1992年1月　メタルヒーローシリーズ）
- HOTEL(2)（TBS，近藤照男プロダクション、1992年1月期）
- 特捜エクシードラフト（テレビ朝日・東映・旭通信社、1992年2月-1993年1月　メタルヒーローシリーズ）
- 特捜ロボ ジャンパーソン（テレビ朝日，東映，旭通信社、1993年1月-1994年1月　メタルヒーローシリーズ）
- 新幹線物語'93夏（TBS，近藤照男プロダクション、1993年7月期）
- ブルースワット（テレビ朝日，東映・旭通信社、1994年1月-1995年1月　メタルヒーローシリーズ）
- HOTEL(3)（TBS，近藤照男プロダクション、1994年4月期/7月期）
- 重甲ビーファイター（テレビ朝日，東映，旭通信社、1995年2月-1996年2月　メタルヒーローシリーズ）
- HOTEL(4)（TBS，近藤照男プロダクション、1995年4月期/7月期）
- ビーファイターカブト（テレビ朝日，東映，旭通信社、1996年3月-1997年2月　メタルヒーローシリーズ）
- 超光戦士シャンゼリオン（テレビ東京，東映，読売広告社、1996年4月-12月）
- ビーロボカブタック（テレビ朝日，東映，旭通信社、1997年2月-1998年3月　メタルヒーローシリーズ）
- それが答えだ!（フジテレビ，共同テレビ、1997年7月期）
- テツワン探偵ロボタック（テレビ朝日，東映，旭通信社、1998年3月-1999年1月　メタルヒーローシリーズ）
- HOTEL(5)（TBS，近藤照男プロダクション、1998年4月期）
- 燃えろ!!ロボコン（テレビ朝日，東映，ADK、1999年1月-2000年1月）
- ナオミ（フジテレビ，共同テレビ、1999年4月期）

単発/スペシャルドラマ
- 脱獄山脈（TBS，山田洋行ライトヴィジョン、1990年1月　月曜ドラマスペシャル）
- 森村誠一の終着駅シリーズ1　終列車・新宿発23時20分、アルプス号に乗った2組の男女・発車ベルは殺人の幕開け…（テレビ朝日，東映、1990年12月　土曜ワイド劇場）
- 西村京太郎トラベルミステリー20　裏切りの中央本線（テレビ朝日，東映、1991年10月　土曜ワイド劇場）
- 松本清張作家活動40年記念・霧の旗（テレビ朝日，東映、1991年11月　土曜ワイド劇場）
- 10年目のクリスマス・イヴ 愛してると私から!（テレビ朝日，東映、1991年12月）
- 森村誠一の終着駅シリーズ2　終着駅・信濃大町発7時53分“あずさ8号”殺意のめぐり逢い・ホテル逆密室の謎…（テレビ朝日・東映、1992年2月　土曜ワイド劇場）
- 森村誠一の背徳の詩集（テレビ朝日，にっかつ撮影所、1992年6月　土曜ワイド劇場）
- 森村誠一の終着駅シリーズ3　死刑台の舞踏・華やかな結婚式に殺人の祝福が…盗み撮りされた美しい獲物!（テレビ朝日，東映、1992年11月　土曜ワイド劇場）
- 森村誠一の終着駅シリーズ4　碧の十字架・殺したはずの女の知られたくない秘密…（テレビ朝日・東映、1994年9月　土曜ワイド劇場）
- そして誰もいなくなる（テレビ朝日，東映、1994年10月　土曜ワイド劇場）
- 西村京太郎トラベルミステリー31　特急ゆふいんの森殺人事件（テレビ朝日，東映、1995年10月　土曜ワイド劇場）
- 殺意を抱く女たち（テレビ朝日，東映、1995年11月　土曜ワイド劇場）
- 森村誠一の終着駅シリーズ5　誇りある被害者・新宿-白馬、L特急あずさが結ぶ複合殺人!!（テレビ朝日，東映、1996年1月　土曜ワイド劇場）
- 西村京太郎トラベルミステリー32　上越新幹線殺人事件（テレビ朝日，東映、1996年4月　土曜ワイド劇場）
- 五つの顔の変装刑事!右京警部補事件ファイルE（TBS，近藤照男プロダクション、1996年5月　月曜ドラマスペシャル）
- 森村誠一の終着駅シリーズ6　人間の十字架・飛騨高山、刑事の妻の秘密旅行が連続殺人を呼ぶ（テレビ朝日，東映、1996年9月　土曜ワイド劇場）
- 森村誠一の終着駅シリーズ7　街・新宿〜伊豆、連鎖殺人の謎!天竜峡から来た女・真犯人も殺された…（テレビ朝日・東映、1997年3月　土曜ワイド劇場）
- エステサロン白い肌殺人事件1（テレビ朝日，東映、1997年5月　土曜ワイド劇場）
- 森村誠一の終着駅シリーズ8　窓・殺された清そな若い女・華やかな私生活の秘密・謎を追って雪の日本海に…（テレビ朝日，東映、1998年3月　土曜ワイド劇場）
- 船長の航海事件日誌10　太平洋殺意のうず潮（テレビ朝日，東映、1998年9月　土曜ワイド劇場）
- 森村誠一の終着駅シリーズ9　駅・牛尾刑事、涙の捜査行・妻の姪が旅行先で殺された!木曽、奈良井宿で何が起こったのか…（テレビ朝日，東映、1998年11月　土曜ワイド劇場）
- エステサロン白い肌殺人事件2（テレビ朝日，東映、1998年12月　土曜ワイド劇場）
- 森村誠一の終着駅シリーズ10　殺人の花客・荒波の東尋坊、山中温泉に捜査行・二つの死体に同じ蘭が（テレビ朝日，東映、1999年3月　土曜ワイド劇場）
- 事件記者冴子の殺人スクープ1　沖縄、サンゴ礁の海、見知らぬ男の死体に抱きつかれて…白い煙と黒い煙に隠された凶器（テレビ朝日，東映、1999年8月　土曜ワイド劇場）
- 森村誠一の終着駅シリーズ11　二組の新婚夫婦、妻と夫が同時に殺された・北陸路、カーブミラーに写った意外な真犯人の顔…殺人の債権（テレビ朝日，東映、1999年8月　土曜ワイド劇場）

#### 2000年代
連続ドラマ（特撮を含む）
- 仮面ライダークウガ（テレビ朝日，東映，ADK、2000年1月-2001年1月　平成仮面ライダーシリーズ）
- ショカツ（関西テレビ，共同テレビ、2000年4月期）
- 仮面ライダーアギト（テレビ朝日，東映・ADK、2001年1月-2002年1月　平成仮面ライダーシリーズ）
- Fighting Girl（フジテレビ，共同テレビ、2001年7月期）
- 恋ノチカラ（フジテレビ，共同テレビ、2002年1月期）
- 仮面ライダー龍騎（テレビ朝日，東映，ADK、2002年2月-2003年1月　平成仮面ライダーシリーズ）
- 相棒　Season 1（テレビ朝日，東映、2002年10月期）
- 仮面ライダー555（テレビ朝日，東映，ADK、2003年1月-2004年1月　平成仮面ライダーシリーズ）
- 顔（フジテレビ，共同テレビ、2003年4月期）
- 相棒　Season 2（テレビ朝日，東映、2003年10月期/2004年1月期）
- 仮面ライダー剣（テレビ朝日，東映，ADK、2004年1月-2005年1月　平成仮面ライダーシリーズ）
- 相棒　Season 3（テレビ朝日，東映、2004年10月期/2005年1月期）
- 仮面ライダー響鬼（テレビ朝日，東映，ADK、2005年1月-2006年1月　平成仮面ライダーシリーズ）
- がんばっていきまっしょい（関西テレビ、2005年7月期）
- 相棒　Season 4（テレビ朝日，東映、2005年10月期/2006年1月期）
- 時効警察（テレビ朝日，MMJ、2006年1月期　金曜ナイトドラマ）
- 快感職人（テレビ朝日，共同テレビ、2006年7月期　土曜ミッドナイトドラマ）
- 相棒　Season 5（テレビ朝日，東映、2006年10月期/2007年1月期）
- 相棒　Season 6（テレビ朝日，東映、2007年10月期/2008年1月期）
- あしたの、喜多善男〜世界一不運な男の、奇跡の11日間〜（関西テレビ，MMJ、2008年1月期）
- 相棒　Season 7（テレビ朝日，東映、2008年10月期/2009年1月期）
- 相棒　Season 8（テレビ朝日，東映、2009年10月期/2010年1月期）

単発/スペシャルドラマ
- 森村誠一の終着駅シリーズ12　夜行列車・みちのくで殺された先輩刑事と渓流に消えた不倫妻…殺人方程式に犯人が（テレビ朝日，東映、2000年2月　土曜ワイド劇場）
- 完全犯罪の女シリーズ　2000年の完全犯罪に挑む二人の女（テレビ朝日，東映、2000年4月　土曜ワイド劇場）
- 相棒　Pre Season 1（テレビ朝日，東映、2000年6月　土曜ワイド劇場）
- 殺意の涯て-広域指定188号の女-（テレビ朝日，共同テレビ、2000年12月　土曜ワイド劇場）
- 相棒　Pre Season 2（テレビ朝日，東映、2001年1月　土曜ワイド劇場）
- ミスDJ 〜殺しのリクエスト〜（フジテレビ，共同テレビ、2001年2月　金曜エンタテイメント）
- 事件記者冴子の殺人スクープ!2　殺される! 留守電に親友の死のさけび! お遍路さん四国八十八ヶ所巡礼の旅に謎が…（テレビ朝日，東映、2001年3月　土曜ワイド劇場）
- 完全犯罪の女シリーズ2　一発勝負!2001年、完全犯罪の女（テレビ朝日，東映、2001年4月　土曜ワイド劇場）
- ピッキングトリオの事件簿（フジテレビ，共同テレビ、2001年9月　金曜エンタテイメント）
- 相棒　Pre Season 3（テレビ朝日，東映、2001年11月　土曜ワイド劇場）
- 事件記者冴子の殺人スクープ!3　恋人が女殺しで指名手配に! 宮崎・高千穂に真犯人を追う 地上142メートルの空中対決!（テレビ朝日，東映、2001年11月　土曜ワイド劇場）
- 科学捜査研究所・文書鑑定の女1（テレビ朝日，共同テレビ、2002年2月　土曜ワイド劇場）
- おかしな二人1　居眠り刑事とダメ出し検事の長崎思案橋殺人慕情（テレビ朝日，東映、2002年2月　土曜ワイド劇場）
- 完全犯罪の女シリーズ3　100億の悪女ふたり（テレビ朝日・東映、2002年4月　土曜ワイド劇場）
- おかしな二人2　能登金剛殺人慕情!金沢・和倉温泉から消えた謎の女（テレビ朝日・東映、2002年8月　土曜ワイド劇場）
- 京都喰い道楽 古本屋探偵ミステリー1　井原西鶴伝説（フジテレビ，大映テレビ、2002年10月　土曜ワイド劇場）
- ドクVSデカ〜心療内科医&殺人課刑事の捜査ファイル〜（テレビ朝日，東映、2002年12月　土曜ワイド劇場）
- ドクVSデカ2〜心療内科医&殺人課刑事の捜査ファイル〜（テレビ朝日，東映、2003年9月　土曜ワイド劇場）
- 事件記者冴子の殺人スクープ!4　ナース白衣を着せられて殺された3人の女! 神戸明石海峡－横浜元町連続殺人事件（テレビ朝日・東映、2003年11月　土曜ワイド劇場）
- 科学捜査研究所・文書鑑定の女2（テレビ朝日，共同テレビ、2004年2月　土曜ワイド劇場）
- 松本清張の証言（テレビ朝日，イースト、2004年3月　土曜ワイド劇場）
- 女変装捜査官1　芸者、ナース、仮面舞踏会の貴婦人、保険調査員…決死の七変化潜入捜査 白い巨大病院に渦巻く黒い殺意!（テレビ朝日，共同テレビ、2004年7月　土曜ワイド劇場）
- 新米事件記者・三咲（テレビ東京，BSジャパン，共同テレビ、2005年5月　水曜ミステリー9）
- 女変装捜査官2　花嫁、エステ店員、女弁護士、温泉おかみ、特急車掌…決死の七変化潜入捜査ウエディングドレスの新婦が宙を舞う!（テレビ朝日，共同テレビ、2005年5月　土曜ワイド劇場）
- 空中ブランコ（フジテレビ，共同テレビ、2005年5月　金曜エンタテイメント）
- ずっと逢いたかった。（フジテレビ，共同テレビ、2005年9月　金曜エンタテイメント）
- 科学捜査研究所・文書鑑定の女3（テレビ朝日，共同テレビ、2006年2月　土曜ワイド劇場）
- 新船長の航海事件日誌（テレビ朝日，東映、2006年7月　土曜ワイド劇場）
- 法律事務所1（テレビ朝日，東映、2006年8月　土曜ワイド劇場）
- ご近所探偵・五月野さつき1　ゴミと罰（TBS，ケイファクトリー、2007年4月　月曜ゴールデン）
- 変装捜査官・麻生ゆき3　湯布院温泉、華やかな連続殺人!華道家元、大富豪夫人、家政婦…変身潜入の女刑事が暴く3つの死体に4つのトリック!（テレビ朝日，共同テレビ、2007年8月　土曜ワイド劇場）
- ご近所探偵・五月野さつき2　殺意の同窓会（TBS，ケイファクトリー、2007年11月　月曜ゴールデン）
- 法律事務所2（テレビ朝日，東映、2008年4月　土曜ワイド劇場）
- 愛馬物語（フジテレビ，共同テレビ、2008年5月　土曜プレミアム）
- 新聞記者・鶴巻吾郎3　天女伝説殺人事件（テレビ朝日，東映、2009年8月　土曜ワイド劇場）

#### 2010年代
連続ドラマ
- まっすぐな男（関西テレビ，MMJ、2010年1月期）
- 相棒　Season 9（テレビ朝日，東映、2010年10月期/2011年1月期）
- チーム・バチスタ3 アリアドネの弾丸（関西テレビ，MMJ、2011年7月期）

単発/スペシャルドラマ
- 西村京太郎トラベルミステリー　山形新幹線・つばさ111号の殺人!（テレビ朝日，東映、2010年2月　土曜ワイド劇場）
- おかしな刑事（テレビ朝日，東映、2010年4月　土曜ワイド劇場）
- 西村京太郎トラベルミステリー54　伊豆の海に消えた女（テレビ朝日，東映、2010年10月　土曜ワイド劇場）

### 映画

#### 1980年代
- 仮面ライダーBLACK 鬼ヶ島へ急行せよ（1988年3月）
- 仮面ライダーBLACK 恐怖! 悪魔峠の怪人館（1988年7月）

#### 1990年代
- 劇場版 特捜ロボ ジャンパーソン　母よ永遠に!愛と炎の電脳手術室（1993年4月　東映スーパーヒーローフェア）
- 劇場版 ブルースワット（1994年4月　東映スーパーヒーローフェア）
- 劇場版 重甲ビーファイター（1995年4月　東映スーパーヒーローフェア）
- 修羅がゆく8 首都血戦（1998年7月）
- 修羅がゆく9 北海道進攻作戦 （1999年）

#### 2000年代
- 仮面ライダーアギト PROJECT G4
- 仮面ライダー龍騎 EPISODE FINAL
- 仮面ライダー555 パラダイス・ロスト
- 仮面ライダー剣 MISSING ACE
- 仮面ライダー響鬼と7人の戦鬼